# 巴恩斯托夫
巴恩斯托夫是德国下萨克森州的一个市镇。总面积52.37平方公里，总人口5871人，其中男性2872人，女性2999人（2011年12月31日），人口密度112人/平方公里。